# Guillaume Dode de la Brunerie
Pour les articles homonymes, voir Brunerie.
Guillaume Dode de la Brunerie, né le 30 avril 1775 à Saint-Geoire-en-Valdaine (Isère), mort le 1er mars 1851 à Paris, est un général français du Premier Empire, et un maréchal de France.

## Origine
Son père, Jean-René, était un notaire de Saint-Geoire (Isère). Sa mère se nommait Catherine Charbonnel. Son oncle, Albin-François avait acquis un domaine, en 1784, au nord de Voiron appelé La Brunerie,.

## Biographie

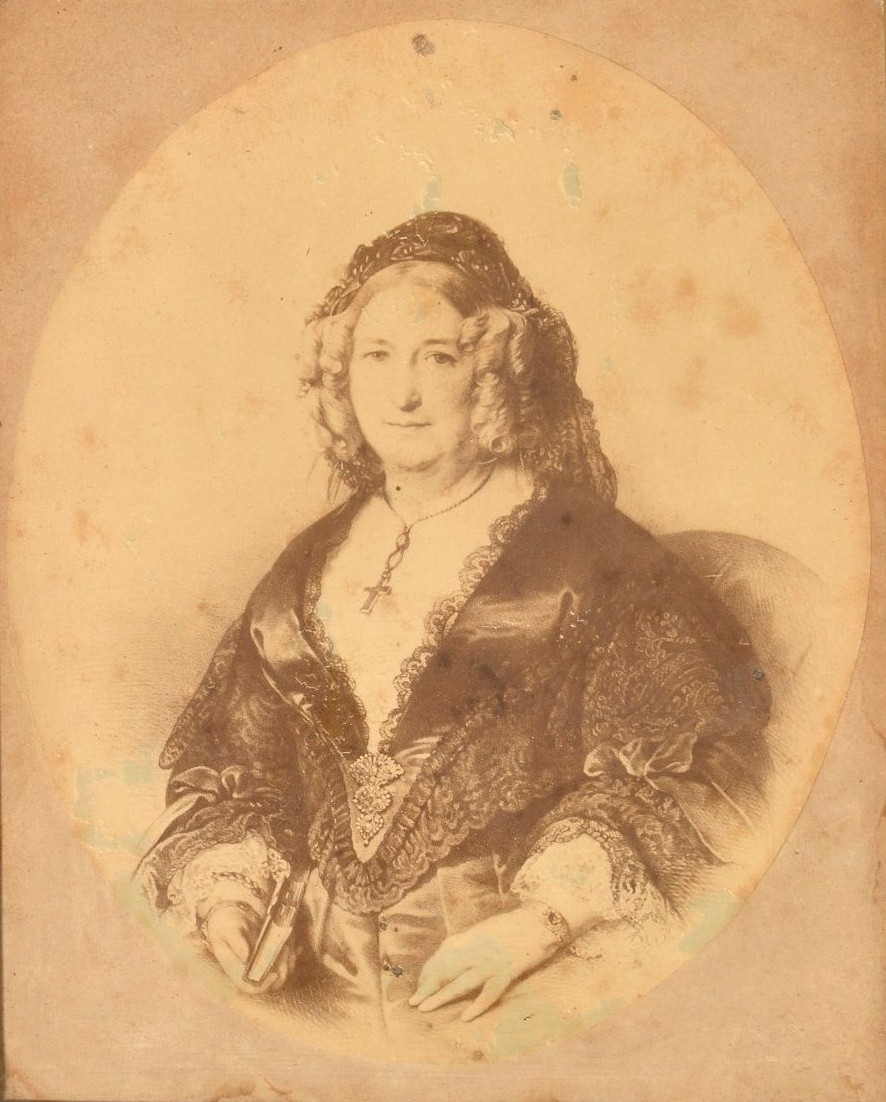
Portrait d'Agathe Virginie Dode de la Brunerie, née Pérignon

Il épouse Agathe Virginie Pérignon, la fille de François Nicolas Pérignon, notaire à Paris (à ne pas confondre avec le maréchal Pérignon). Il entre le 11 mars 1794, en qualité de sous-lieutenant, à l'École du génie de Metz, en sort lieutenant.
Officier du génie, il fait les campagnes d'Égypte, d'Allemagne, d'Espagne, dirige les sièges de Saragosse (1809) et de Badajoz (1810).
Il se signale à la bataille de Rastadt et à la défense du pont d'Huningue. Colonel en 1805, général de brigade le 13 mars 1809 et baron de l'Empire en 1809, il s'est distingué dans tous les combats, surtout à Iéna. Employé en Espagne en 1808 et 1810, il montre au siège de Saragosse beaucoup de talents et une rare intrépidité.
Chargé en 1811 d'inspecter les côtes depuis Brest jusqu'à la Loire, il reçoit les félicitations de l'Empereur. Il commande le génie de l'armée de l'Océan, lorsqu'il a, au commencement de 1812, l'ordre de se rendre à Mayence. Après la campagne de Russie, il se renferme dans Glogau et s'y maintient jusqu'à la paix.
Il est chargé en 1813 du commandement du génie sur l'Elbe, et après il est appelé pour remplir les mêmes fonctions au 11e corps et presque immédiatement en Italie. Sous la Première Restauration, il est nommé lieutenant-général le 20 août 1814. Sous les Cent-jours, il refuse le commandement du Génie du 7e corps d'observation de l'Armée des Alpes que le Général Joseph Puniet de Monfort reçoit à sa place.
En 1817, le général Dode est chargé d'inspecter les frontières des Pyrénées, des Alpes et des côtes de la Méditerranée.
Il fait partie de l'armée d'Espagne en 1823. Il commande le génie dans l'expédition d'Espagne en 1823, emporte le palais du Trocadéro, assiége Cadix. Il est nommé grand officier de la Légion d'honneur, pour sa conduite à la redoute du Trocadéro.
Au retour de cette campagne, il prend sa retraite militaire et commence une carrière politique et celui-ci est nommé membre du comité des fortifications, pair de France et vicomte, puis membre de la commission mixte des travaux publics, inspecteur général des fortifications, président du comité, directeur supérieur honoraire des fortifications de Paris.
Le 31 octobre 1828, le ministre de la guerre créé une commission chargée de rédiger un code pénal miliaire composé notamment du vicomte Dode de la Brunerie.
Nommé en 1840 président du conseil des fortifications, il a en cette qualité à diriger la construction des fortifications de Paris, et achève en cinq années cette œuvre immense : il reçoit en récompense le bâton de maréchal de France le 17 septembre 1847 et meurt de vieillesse le 1er mars 1851.
Le 5 mars 1851 la cérémonie des funérailles est organisée conformément aux ordres du ministère de la guerre. Des membres de l'Assemblée Nationale, des hauts fonctionnaires ainsi que le président de la république Louis-Napoléon Bonaparte sont présents.
Il est inhumé au Cimetière du Père-Lachaise (54e division).

## Publications
Dode a rédigé les travaux de siège dans l'Expédition d'Égypte et a publié un Précis des opérations devant Cadix.

## Titres
- Titre de baron de La Brunerie et de l'Empire, accordé par décret du 19 mars 1808 (lettres patentes du 24 juin 1808, Bayonne)[3].

## Distinctions
- Légion d'honneur :
  - Légionnaire (25 prairial an XII), puis,
  - officier de la Légion d'honneur (14 mai 1807), puis,
  - Commandant de la Légion d'honneur (29 juillet 1814), puis,
  - Grand officier de la Légion d'honneur (19 juillet 1823), puis,
  - Grand-croix de la Légion d'honneur (28 avril 1843).
- Commandeur de Saint-Louis.
- Grand-croix de l'Ordre de Charles III d'Espagne.
- Chevalier de l'Ordre de Saint-Alexandre Nevski.

## Armoiries
| Figure | Blasonnement |
|        | Armes du baron de La Brunerie et de l'Empire Écartélé; au premier d'or au dromadaire passant de sable; au deuxième des barons sortis de l'armée; au troisième d'azur au compas d'or posé en chevron alaisé; au quatrième d'argent chargé de trois croissants d'azur posées deux et un., - Livrées : gris clair nielé, bleu de ciel, et blanc. |
|        | Armes de pair de France Ecartelé, au I, d'or à un dromadaire de sable ; au II, du quartier des Barons militaires de l'Empire ; au III, d'azur à un compas d'or ; au IV d'argent à trois croissants d'azur. Batons de Maréchal de France, Grand-croix de la Légion d'honneur, manteau de pair de France, couronne de vicomte.                  |

### Source
- Marie-Nicolas Bouillet  et Alexis Chassang (dir.), « Guillaume Dode de la Brunerie » dans Dictionnaire universel d’histoire et de géographie, 1878 (lire sur Wikisource)
- « Guillaume Dode de la Brunerie », dans Charles Mullié, Biographie des célébrités militaires des armées de terre et de mer de 1789 à 1850, 1852 [détail de l’édition]
- « Guillaume Dode de la Brunerie », dans Adolphe Robert et Gaston Cougny, Dictionnaire des parlementaires français, Edgar Bourloton, 1889-1891 [détail de l’édition]